# Руне Ярстейн
Руне Альменнінг Ярстейн (норв. Rune Almenning Jarstein, нар. 29 вересня 1984, Порсгрунн, Норвегія) — норвезький футболіст, воротар німецького клубу «Герта» (Берлін).

## Клубна кар'єра

### «Одд»
Альменнінг Ярштейн розпочав свою кар'єру у футболці «Геркулеса». У 2002 році приєднався до «Одд», у футболці якого дебютував 21 жовтня 2002 року, замінивши Еріка Голтана в нічийному (1:1) поєдинку Елітесеріен проти «Люна» (Осло). Почав отримувати більше ігрового часу починаючи з сезону 2005 року, після продажу Голтана. Наступного року «Одд Грюнланн» завдяки матчу плей-оф Елітесеріен зберіг своє місце в еліті чемпіонату Норвегії: у матчі-відповіді проти «Брюне» відзначився голом зі штрафного удару, завдяки чому його команда здобула перемогу (7:1). За підсумками сезону 2007 року залишив Елітесеріен.

### «Русенборг»
Після вильоту «Одд Грюнланн» Альменнінг Ярштейн підписав 3-річний контракт з «Русенборгом». Воротар повинен був замінити Ларса Гіршфельда, якого продали в «Клуж». У футболці нового клубу дебютував 31 березня 2008 року в переможному (2:1) поєдинку проти «Люна» (Осло). У липні пропустив декілька матчів через запалення ліктя. За два роки, проведені в команді, зіграв 66 матчів у всіх змаганнях.

### «Вікінг»
Після переходу Даніель Ерлунд до «Русенборга», «Вікінг» придбав Альменнінга Ярштейна. 15 березня 2010 року зіграв свій перший матч у новій команді, в програному (0:2) поєдинку проти «Волеренги». Альменнінг Ярштейн захищав ворота «вікінгів» з 2010 по 2013 рік, зіграв 130 матчів в офіційних матчах.

### «Герта» (Берлін)

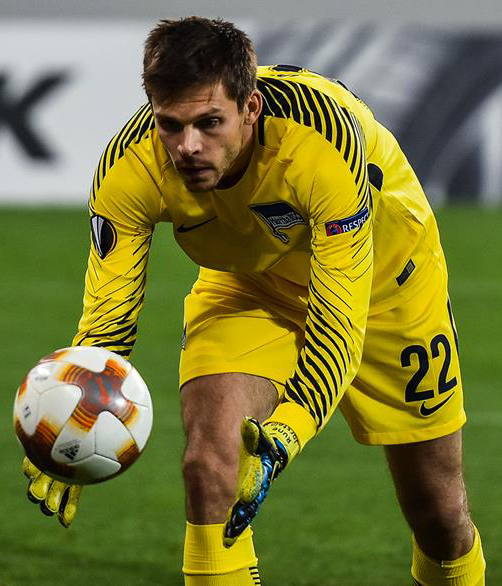
Руне Ярстейн під час матчу за «Герту» (2017)

17 грудня 2013 року підписав 2-річний контракт з німецьким клубом «Герта». У Бундеслізі дебютував 28 березня, вийшовши на поле в стартовому складі в програному (0:2) поєдинку проти «Шальке 04». Вихід на поле у вище вказаному матчі виявився єдиним для норвежця в сезоні 2013/14 років. Протягом сезону 2015/16 років залишався основним воротарем команди, оскільки Томас Крафт отримав травму плеча. Ця прикра ситуація надала можливість другому воротарю команді Ярштейну продемонструвати своє вміння, й до кінця сезону Руне став основним воротарем. 18 грудня 2015 року, після вдалих виступів, продовжив з клубом контракт на три з половиною роки, до кінця сезону 2018/19 років.
Після цього залишався основним воротарем «Герти», незважаючи на одужання Крафта. Лише під час кваліфікаційного раунду Ліги Європи Крафт та Ярштейн помінялися місцями, при цьому Ярштейн відзначився голом у домашньому матчі, а Крафт — у виїзному. У виїзному матчі з дортмундською «Боруссією» виступ Ярштейна високо оцінили після декількох видатних сейвів та відбитого пенальті від нападника «Дортмунда» П'єра-Емеріка Обамеянга, завдяки чому «Герта» зіграла внічию (1:1) та набрала одне очко.
12 квітня 2018 року підписав нову угоду, за яким повинен був залишатися в клубі й після 2019 року, коли закінчувався термін дії попереднього контракту.
У матчі першого туру Бундесліги 2018/19 проти «Нюрнберга» на 83-ій хвилині відбив пенальті у виконанні Мікаеля Ісхака, завдяки чому берлінці здобули перемогу з рахунком 1:0.

## Кар'єра в збірній
На юнацькому та молодіжному рівні виступав за збірні Норвегії U-16, U-17, U-18, U-19 та U-21. У футболці норвезької «молодіжки» дебютував 17 січня 2005 року в переможному (2:1) поєдинку проти молодіжної збірної Китаю. У складі команди U-21 провів 13 матчів. Загалом же на юнацькому та молодіжному рівні за Норвегію провів 30 поєдинків.
У футболці національної збірної Норвегії дебютував 23 серпня 2007 року, зігравши 45 хвилин в переможному (2:1) поєдинку проти Аргентини. Коли Йон Кнудсен отримав травму в 2011 році, Ярштейн став новим основним воротарем національної збірної й залишався у цьому статусі до кваліфікації чемпіонату світу 2014 року, яка розпочалася у вересні 2012 року, коли Еспен Бугге Петтерсен зіграв матч проти Ісландії. Однак у наступному матчі проти Словенії Ярстейн повернувся до стартового складу, а в січні 2013 року тренер воротарів національної збірної Фроде Гродос заявив, що Руне стане основним воротарем національної команди.

## Статистика виступів

### Клубна
Станом на 23 березня 2018 року
| Сезон                       | Клуб                        | Чемпіонат                   | Чемпіонат | Чемпіонат | Нац. кубок | Нац. кубок | Нац. кубок | Єврокубки | Єврокубки | Єврокубки | Суперкубок | Суперкубок | Суперкубок | Загалом | Загалом   |
| Сезон                       | Клуб                        | Змаг.                       | Матчі     | Голи      | Змаг.      | Матчі      | Голи       | Змаг.     | Матчі     | Голи      | Змаг.      | Матчі      | Голи       | Матчі   | Голи      |
| --------------------------- | --------------------------- | --------------------------- | --------- | --------- | ---------- | ---------- | ---------- | --------- | --------- | --------- | ---------- | ---------- | ---------- | ------- | --------- |
| 2001                        | «Геркулес»                  | 3Д                          | ?         | -?        | КН         | ?          | -?         | -         | -         | -         | -          | -          | -          | ?       | -?        |
| 2002                        | «Одд»                       | ЕС                          | 2         | -2        | КН         | 2          | -1         | -         | -         | -         | -          | -          | -          | 4       | -3        |
| 2003                        | «Одд»                       | ЕС                          | 4         | -4        | КН         | 3          | -2         | -         | -         | -         | -          | -          | -          | 7       | -6        |
| 2004                        | «Одд»                       | ЕС                          | 0         | 0         | КН         | 0          | 0          | КУ        | 0         | 0         | -          | -          | -          | 0       | 0         |
| 2005                        | «Одд»                       | ЕС                          | 16        | -30       | КН         | 4          | -2         | -         | -         | -         | -          | -          | -          | 20      | -32       |
| 2006                        | «Одд»                       | ЕС                          | 25+2      | -38; 0+1  | КН         | 1          | -4         | -         | -         | -         | -          | -          | -          | 28      | -42       |
| 2007                        | «Одд»                       | ЕС                          | 25+2      | -47       | КН         | 4          | -5         | КУ        | 2         | -3        | -          | -          | -          | 33      | -55       |
| Загалом за «Одд»            | Загалом за «Одд»            | Загалом за «Одд»            | 72+2      | -121; 0+1 |            | 14         | -14        |           | 2         | -3        |            | -          | -          | 90      | -138; 0+1 |
| 2008                        | «Русенборг»                 | ЕС                          | 23        | -30       | КН         | 0          | 0          | КУ        | 7         | -13       | -          | -          | -          | 36      | -43       |
| 2009                        | «Русенборг»                 | ЕС                          | 28        | -20       | КН         | 4          | -6         | ЛЄУ       | 4         | -2        | -          | -          | -          | 36      | -28       |
| Загалом за «Русенборг»      | Загалом за «Русенборг»      | Загалом за «Русенборг»      | 51        | -50       |            | 4          | -6         |           | 11        | -15       |            | -          | -          | 66      | -71       |
| 2010                        | «Вікінг»                    | ЕС                          | 26        | -35       | КН         | 5          | -5         | -         | -         | -         | -          | -          | -          | 31      | -40       |
| 2011                        | «Вікінг»                    | ЕС                          | 30        | -40       | КН         | 5          | -3         | -         | -         | -         | -          | -          | -          | 35      | -43       |
| 2012                        | «Вікінг»                    | ЕС                          | 30        | -36       | КН         | 3          | -4         | -         | -         | -         | -          | -          | -          | 33      | -40       |
| 2013                        | «Вікінг»                    | ЕС                          | 30        | -36       | КН         | 1          | -4         | -         | -         | -         | -          | -          | -          | 31      | -40       |
| Загалом за «Вікінг»         | Загалом за «Вікінг»         | Загалом за «Вікінг»         | 116       | -147      |            | 14         | -16        |           | -         | -         |            | -          | -          | 130     | -163      |
| січ.-чер. 2014              | «Герта» (Берлін)            | БЛ                          | 1         | -2        | КН         | -          | -          | -         | -         | -         | -          | -          | -          | 1       | -2        |
| 2014-2015                   | «Герта» (Берлін)            | БЛ                          | 1         | -4        | КН         | 0          | 0          | -         | -         | -         | -          | -          | -          | 1       | -4        |
| 2015-2016                   | «Герта» (Берлін)            | БЛ                          | 29        | -35       | КН         | 4          | -6         | -         | -         | -         | -          | -          | -          | 33      | -41       |
| 2016-2017                   | «Герта» (Берлін)            | БЛ                          | 34        | -47       | КН         | 3          | -2         | ЛЄУ       | 1         | 0         | -          | -          | -          | 38      | -49       |
| 2017-2018                   | «Герта» (Берлін)            | БЛ                          | 24        | -30       | КН         | 2          | -3         | ЛЄУ       | 1         | -2        | -          | -          | -          | 14      | -20       |
| Загалом за «Герту» (Берлін) | Загалом за «Герту» (Берлін) | Загалом за «Герту» (Берлін) | 89        | -118      |            | 9          | -11        |           | 2         | -2        |            | -          | -          | 103     | -128      |
| Усього за кар'єру           | Усього за кар'єру           | Усього за кар'єру           | 328+2+    | -?        |            | 39         | -?         |           | 14        | -17       |            | -          | -          | 383+    | -?        |

### У збірній
по роках
Станом на 30 березня 2021
| Національна збірна | Рік     | Матчі | Голи |
| ------------------ | ------- | ----- | ---- |
| Норвегія           | 2007    | 1     | 0    |
| Норвегія           | 2008    | 4     | 0    |
| Норвегія           | 2009    | 2     | 0    |
| Норвегія           | 2010    | 2     | 0    |
| Норвегія           | 2011    | 8     | 0    |
| Норвегія           | 2012    | 9     | 0    |
| Норвегія           | 2013    | 10    | 0    |
| Норвегія           | 2014    | 2     | 0    |
| Норвегія           | 2015    | 0     | 0    |
| Норвегія           | 2016    | 6     | 0    |
| Норвегія           | 2017    | 6     | 0    |
| Норвегія           | 2018    | 8     | 0    |
| Норвегія           | 2019    | 7     | 0    |
| Норвегія           | 2020    | 4     | 0    |
| Норвегія           | 2021    | 3     | 0    |
| Загалом            | Загалом | 72    | 0    |

по матчах
| Дата       | Місто       | Господарі         | Результат  | Гості             | Турнір                                 | Голи | Примітки |
| ---------- | ----------- | ----------------- | ---------- | ----------------- | -------------------------------------- | ---- | -------- |
| 22-8-2007  | Осло        | Норвегія          | 2 – 1      | Аргентина         | товариський матч                       | -1   | 46'      |
| 6-2-2008   | Рексем      | Уельс             | 3 – 0      | Норвегія          | товариський матч                       | -2   | 46'      |
| 28-5-2008  | Осло        | Норвегія          | 2 – 2      | Уругвай           | товариський матч                       | -2   |          |
| 20-8-2008  | Осло        | Норвегія          | 1 – 1      | Ірландія          | товариський матч                       | -1   |          |
| 6-9-2008   | Осло        | Норвегія          | 2 – 2      | Ісландія          | Відбір до ЧС 2010                      | -2   |          |
| 11-2-2009  | Дюссельдорф | Німеччина         | 0 – 1      | Норвегія          | товариський матч                       | -    |          |
| 14-11-2009 | Женева      | Швейцарія         | 0 – 1      | Норвегія          | товариський матч                       | -    | 46'      |
| 29-5-2010  | Осло        | Норвегія          | 2 – 1      | Чорногорія        | товариський матч                       | -1   | 89'      |
| 12-10-2010 | Загреб      | Хорватія          | 2 – 1      | Норвегія          | товариський матч                       | -2   |          |
| 26-3-2011  | Осло        | Норвегія          | 1 – 1      | Данія             | Відбір до ЧЄ 2012                      | -1   |          |
| 4-6-2011   | Лісабон     | Португалія        | 1 – 0      | Норвегія          | товариський матч                       | -1   |          |
| 7-6-2011   | Осло        | Норвегія          | 1 – 0      | Литва             | товариський матч                       | -    |          |
| 10-8-2011  | Осло        | Норвегія          | 3 – 0      | Чехія             | товариський матч                       | -    |          |
| 2-9-2011   | Осло        | Норвегія          | 1 – 0      | Ісландія          | Відбір до ЧЄ 2012                      | -    |          |
| 6-9-2011   | Копенгаген  | Данія             | 2 – 0      | Норвегія          | Відбір до ЧЄ 2012                      | -2   |          |
| 11-10-2011 | Осло        | Норвегія          | 3 – 1      | Кіпр              | Відбір до ЧЄ 2012                      | -1   |          |
| 12-11-2011 | Кардіфф     | Уельс             | 4 – 1      | Норвегія          | товариський матч                       | -3   | 46'      |
| 15-1-2012  | Бангкок     | Данія             | 1 – 1      | Норвегія          | товариський матч                       | -1   |          |
| 29-2-2012  | Белфаст     | Північна Ірландія | 0 – 3      | Норвегія          | товариський матч                       | -    |          |
| 26-5-2012  | Осло        | Норвегія          | 0 – 1      | Англія            | товариський матч                       | -1   |          |
| 2-6-2012   | Осло        | Норвегія          | 1 – 1      | Хорватія          | товариський матч                       | -    | 46'      |
| 15-8-2012  | Осло        | Норвегія          | 2 – 3      | Греція            | Відбір до ЧС 2014                      | -3   |          |
| 11-9-2012  | Осло        | Норвегія          | 2 – 1      | Словенія          | Відбір до ЧС 2014                      | -1   |          |
| 12-10-2012 | Берн        | Швейцарія         | 1 – 1      | Норвегія          | Відбір до ЧС 2014                      | -1   |          |
| 16-10-2012 | Ларнака     | Кіпр              | 1 – 3      | Норвегія          | Відбір до ЧС 2014                      | -1   |          |
| 14-11-2012 | Будапешт    | Угорщина          | 0 – 2      | Норвегія          | товариський матч                       | -    |          |
| 8-1-2013   | Кейптаун    | ПАР               | 0 – 1      | Норвегія          | товариський матч                       | -    |          |
| 6-2-2013   | Севілья     | Україна           | 2 – 0      | Норвегія          | товариський матч                       | -2   |          |
| 22-3-2013  | Осло        | Норвегія          | 0 – 1      | Албанія           | Відбір до ЧС 2014                      | -1   |          |
| 7-6-2013   | Тирана      | Албанія           | 1 – 1      | Норвегія          | Відбір до ЧС 2014                      | -1   |          |
| 14-8-2013  | Стокгольм   | Швеція            | 4 – 2      | Норвегія          | товариський матч                       | -4   |          |
| 6-9-2013   | Осло        | Норвегія          | 2 – 0      | Кіпр              | Відбір до ЧС 2014                      | -    |          |
| 10-9-2013  | Осло        | Норвегія          | 0 – 2      | Швейцарія         | Відбір до ЧС 2014                      | -2   |          |
| 11-10-2013 | Марибор     | Словенія          | 3 – 0      | Норвегія          | Відбір до ЧС 2014                      | -3   |          |
| 15-10-2013 | Осло        | Норвегія          | 1 – 1      | Ісландія          | Відбір до ЧС 2014                      | -1   |          |
| 15-11-2013 | Гернінг     | Данія             | 2 – 1      | Норвегія          | товариський матч                       | -2   |          |
| 31-5-2014  | Осло        | Норвегія          | 1 – 1      | Росія             | товариський матч                       | -1   | кап.     |
| 27-8-2014  | Осло        | Норвегія          | 0 – 0      | ОАЕ               | товариський матч                       | -    |          |
| 24-3-2016  | Таллінн     | Естонія           | 0 – 0      | Норвегія          | товариський матч                       | -    |          |
| 29-5-2016  | Порту       | Португалія        | 3 – 0      | Норвегія          | товариський матч                       | -3   |          |
| 4-9-2016   | Осло        | Норвегія          | 0 – 3      | Німеччина         | Відбір до ЧС 2018                      | -3   |          |
| 8-10-2016  | Баку        | Азербайджан       | 1 – 0      | Норвегія          | Відбір до ЧС 2018                      | -1   |          |
| 11-10-2016 | Осло        | Норвегія          | 4 – 1      | Сан-Марино        | Відбір до ЧС 2018                      | -1   |          |
| 11-11-2016 | Прага       | Чехія             | 2 – 1      | Норвегія          | товариський матч                       | -2   |          |
| 26-3-2017  | Белфаст     | Північна Ірландія | 2 – 0      | Норвегія          | Відбір до ЧС 2018                      | -2   |          |
| 10-6-2017  | Осло        | Норвегія          | 1 – 1      | Чехія             | Відбір до ЧС 2018                      | -1   |          |
| 1-9-2017   | Осло        | Норвегія          | 2 – 0      | Азербайджан       | Відбір до ЧС 2018                      | -    |          |
| 4-9-2017   | Штутгарт    | Німеччина         | 6 – 0      | Норвегія          | Відбір до ЧС 2018                      | -6   |          |
| 5-10-2017  | Серравалле  | Сан-Марино        | 0 – 8      | Норвегія          | Відбір до ЧС 2018                      | -    |          |
| 14-11-2017 | Трнава      | Словаччина        | 1 – 0      | Норвегія          | Тлв                                    | -1   |          |
| 23-3-2018  | Осло        | Норвегія          | 4 – 1      | Австралія         | товариський матч                       | -1   |          |
| 2-6-2018   | Рейк'явік   | Ісландія          | 2 – 3      | Норвегія          | товариський матч                       | -2   |          |
| 6-9-2018   | Осло        | Норвегія          | 2 – 0      | Кіпр              | Ліга націй УЄФА 2018-2019 - 1-ий раунд | -    |          |
| 9-9-2018   | Софія       | Болгарія          | 1 – 0      | Норвегія          | Ліга націй УЄФА 2018-2019 - 1-ий раунд | -1   |          |
| 13-10-2018 | Осло        | Норвегія          | 1 – 0      | Словенія          | Ліга націй УЄФА 2018-2019 - 1-ий раунд | -    |          |
| 16-10-2018 | Осло        | Норвегія          | 1 – 0      | Болгарія          | Ліга націй УЄФА 2018-2019 - 1-ий раунд | -    |          |
| 16-11-2018 | Любляна     | Словенія          | 1 – 1      | Норвегія          | Ліга націй УЄФА 2018-2019 - 1-ий раунд | -1   | 74'      |
| 19-11-2018 | Нікосія     | Кіпр              | 0 – 2      | Норвегія          | Ліга націй УЄФА 2018-2019 - 1-ий раунд | -    |          |
| 23-3-2019  | Валенсія    | Іспанія           | 2 – 1      | Норвегія          | Відбір до ЧЄ 2020                      | -2   |          |
| 26-3-2019  | Осло        | Норвегія          | 3 – 3      | Швеція            | Відбір до ЧЄ 2020                      | -3   |          |
| 5-9-2019   | Осло        | Норвегія          | 2 – 0      | Мальта            | Відбір до ЧЄ 2020                      | -    |          |
| 8-9-2019   | Сульна      | Швеція            | 1 – 1      | Норвегія          | Відбір до ЧЄ 2020                      | -1   |          |
| 12-10-2019 | Осло        | Норвегія          | 1 – 1      | Іспанія           | Відбір до ЧЄ 2020                      | -1   |          |
| 15-10-2019 | Бухарест    | Румунія           | 1 – 1      | Норвегія          | Відбір до ЧЄ 2020                      | -1   |          |
| 15-11-2019 | Осло        | Норвегія          | 4 – 0      | Фарерські острови | Відбір до ЧЄ 2020                      | -    |          |
| 4-9-2020   | Осло        | Норвегія          | 1 – 2      | Австрія           | Ліга націй УЄФА 2020-2021 - 1-ий раунд | -2   |          |
| 7-9-2020   | Белфаст     | Північна Ірландія | 1 – 5      | Норвегія          | Ліга націй УЄФА 2020-2021 - 1-ий раунд | -1   |          |
| 8-10-2020  | Осло        | Норвегія          | 1 – 2 д.ч. | Сербія            | Відбір до ЧЄ 2020                      | -2   |          |
| 11-10-2020 | Осло        | Норвегія          | 4 – 0      | Румунія           | Ліга націй УЄФА 2020-2021 - 1-ий раунд | -    |          |
| 24-3-2021  | Гібралтар   | Гібралтар         | 0 – 3      | Норвегія          | Відбір до ЧС 2022                      | -    |          |
| 27-3-2021  | Малага      | Норвегія          | 0 – 3      | Туреччина         | Відбір до ЧС 2022                      | -2   | 46'      |
| 30-3-2021  | Подгориця   | Чорногорія        | 0 – 1      | Норвегія          | Відбір до ЧС 2022                      | -    |          |
| Усього     |             | Матчів            | 72         |                   | Голів                                  | -84  |          |

## Досягнення
«Русенборг»
- Елітесеріен
  -  Чемпіон (1): 2009[22]

Індивідуальні
- Gullballen (1): 2018[23]